# Magnus Herseth
Magnus Herseth (* 25. April 1892 in Kristiania; † 13. September 1976 in International Falls, Vereinigte Staaten) war ein norwegischer Ruderer.

## Karriere
Herseth nahm 1912 an den Olympischen Spielen in Stockholm teil und gewann im Vierer mit Steuermann in der Bootsklasse Dollengig die Bronzemedaille.